# Rivica
Rivica (izvirno srbsko Ривица) je naselje v Srbiji, ki upravno spada pod Občino Irig; slednja pa je del Sremskega upravnega okraja.

## Demografija
V naselju živi 535 polnoletnih prebivalcev, pri čemer je njihova povprečna starost 43,2 let (40,9 pri moških in 45,5 pri ženskah). Naselje ima 224 gospodinjstev, pri čemer je povprečno število članov na gospodinjstvo 2,93.
To naselje je, glede na rezultate popisa iz leta 2002, v glavnem srbsko.
|  |

| Demografija | Demografija     | Demografija     |
| Leto        | Št. prebivalcev | Št. prebivalcev |
| ----------- | --------------- | --------------- |
|             |                 |                 |
|             |                 |                 |
|             |                 |                 |
|             |                 |                 |
| 1948        | 797             |                 |
| 1953        | 819             |                 |
| 1961        | 800             |                 |
| 1971        | 743             |                 |
| 1981        | 674             |                 |
| 1991        | 633             | 623             |
| 2002        | 669             | 657             |
|             |                 |                 |

| Etnična sestava po popisu iz leta 2002 | Etnična sestava po popisu iz leta 2002 | Etnična sestava po popisu iz leta 2002 | Etnična sestava po popisu iz leta 2002 | Etnična sestava po popisu iz leta 2002 |
| -------------------------------------- | -------------------------------------- | -------------------------------------- | -------------------------------------- | -------------------------------------- |
| Srbi                                   | Srbi                                   |                                        | 568                                    | 86,45%                                 |
| Romi                                   | Romi                                   |                                        | 19                                     | 2,89%                                  |
| Hrvati                                 | Hrvati                                 |                                        | 2                                      | 0,30%                                  |
| Črnogorci                              | Črnogorci                              |                                        | 1                                      | 0,15%                                  |
| Ukrajinci                              | Ukrajinci                              |                                        | 1                                      | 0,15%                                  |
| Makedonci                              | Makedonci                              |                                        | 1                                      | 0,15%                                  |
| Neznano                                | Neznano                                |                                        | 38                                     | 5,78%                                  |